# نهر بانياس الساحل
نهر بانياس  هو نهر سوري ساحلي قصير يمر بمدينة بانياس الساحلية التابعة ل محافظة طرطوس ثم يصب في البحر الأبيض المتوسط ويغذي هذا النهر نبع يسمى (رأس النبع) في جبال الساحل السوري.
وهو نبع غزير تنبع مياهه من عدة مواضع متجاورة في المجرى الأدنى للنهر الذي يشكله ويحمل اسمه أحيانا نهر رأس النبع تتراوح غزارة هذا النهر من 1 م3/ثا إلى 4 م3/ثا ما بين أيام الصيف وذروة الفيضان في أيار تضخ من مياهه 600 م3/سا إلى شبكة مياه موزعة على أحياء المدينة. وقد كانت مياهه تنساب بين الصخور والبساتين والمنازل فتستخدم في ري الخضار والحمضيات وقصب السكر وأشجار الفاكهة حيث تكسو الخضرة جوانب النبع وضفاف النهر بغزارة.
كان دور النهر حيويا في الماضي حيث أدارت مياهه الطواحين وروت البساتين الموجودة على جانبيه منذ العهد الروماني.
بعد أن أمست حاجة المدينة إلى متنزه طبيعي بدأ أبناء المدينة يقيمون المقاصف والمقاهي الصيفية على جانبي نهر بانياس وبالقرب من البحر، يوجد جسر قديم أقيم على النهر ليخترق الطريق إلى المقاهي ويسهل وصول الزوار إليها في المدينة، وكذلك أقيم جسر حديث عند مصب النهر في البحر بعد انجاز الكورنيش البحري الجميل في مدينة بانياس.
تنويه :: (نهر بانياس في محافظة طرطوس على الساحل السوري هو غير نهر بانياس الجولان السوري في محافظة القنيطرة الذي ينبع من جبل الشيخ.